# Mérignat
Mérignat ist eine französische Gemeinde mit 133 Einwohnern (Stand 1. Januar 2022) im Département Ain in der Region Auvergne-Rhône-Alpes. Sie gehört zum Kanton Pont-d’Ain im Arrondissement Nantua.

## Geographie
Die Gemeinde Mérignat liegt auf 434 m im Bugey im südlichen französischen Jura-Gebirge, etwa 23 Kilometer südöstlich der Präfektur Bourg-en-Bresse und 58 Kilometer nordöstlich der Stadt Lyon (Luftlinie). Das  3,17 km² große Gemeindegebiet umfasst eine kleine Hochfläche in den Gebirgsausläufern zwischen der flachen Landschaft der Dombes im Westen und den ersten Jura-Höhenzügen im Osten. Die nördliche und östliche Gemeindegrenze folgt dem Relief des in diesem Bereich etwa 150 m eingetieften Tals von Cerdon. Auf dem Gemeindeboden befinden sich einige Quellen, deren Wasser zum Teil aufgefangen wird.
Der Weiler Preau liegt auf der Gemeindegrenze mit Cerdon, so dass einige Häuser und eine Kapelle noch zu Mérignat gehören. Nachbargemeinden von Mérignat sind Cerdon im Norden und Osten, Boyeux-Saint-Jérôme im Süden sowie Jujurieux und Poncin im Westen.

## Geschichte
Im Mittelalter bildete das 1212 erstmals als Merignieu urkundlich erwähnte Mérignat eine eigene kleine Herrschaft, die den Herren von Thoire-Villars unterstand. Sie verkauften 1302 die Herrschaftsrechte an eine örtliche Adelsfamilie mit der Auflage, den Besitz durch eine Burg zu sichern. Es entstand ein viertürmiger, mit Graben und Zugbrücke versehener Bau auf einem Hügel östlich des Dorfkerns. Die Besitzverhältnisse wechselten mehrmals, und von 1488 bis 1734 gehörte die Herrschaft dem Haus de Moyria. Die Burg wurde in der Französischen Revolution zerstört, so dass heute nur noch die Grundmauern einer der Türme übriggeblieben sind.

## Bevölkerung
| Jahr                       | 1962 | 1968 | 1975 | 1982 | 1990 | 1999 | 2006 | 2013 | 2021 |
| Einwohner                  | 122  | 90   | 86   | 80   | 85   | 114  | 131  | 125  | 136  |
| Quellen: Cassini und INSEE |      |      |      |      |      |      |      |      |      |

Mit 133 Einwohnern (Stand 1. Januar 2022) gehört Mérignat zu den sehr kleinen Gemeinden des Départements Ain. Nachdem die Einwohnerzahl in der ersten Hälfte des 20. Jahrhunderts etwas abgenommen hatte (1901 wurden noch 301 Personen gezählt), steigt sie seit der Jahrtausendwende wieder leicht an.

## Sehenswürdigkeiten
Die Kirche Saint-Éloi in Mérignat ist aus dem 15. Jahrhundert, ihr während der Revolution abgetragener Glockenturm wurde im 19. Jahrhundert wieder aufgebaut. Von der Burg ist nur noch ein Turm als Ruine erhalten.

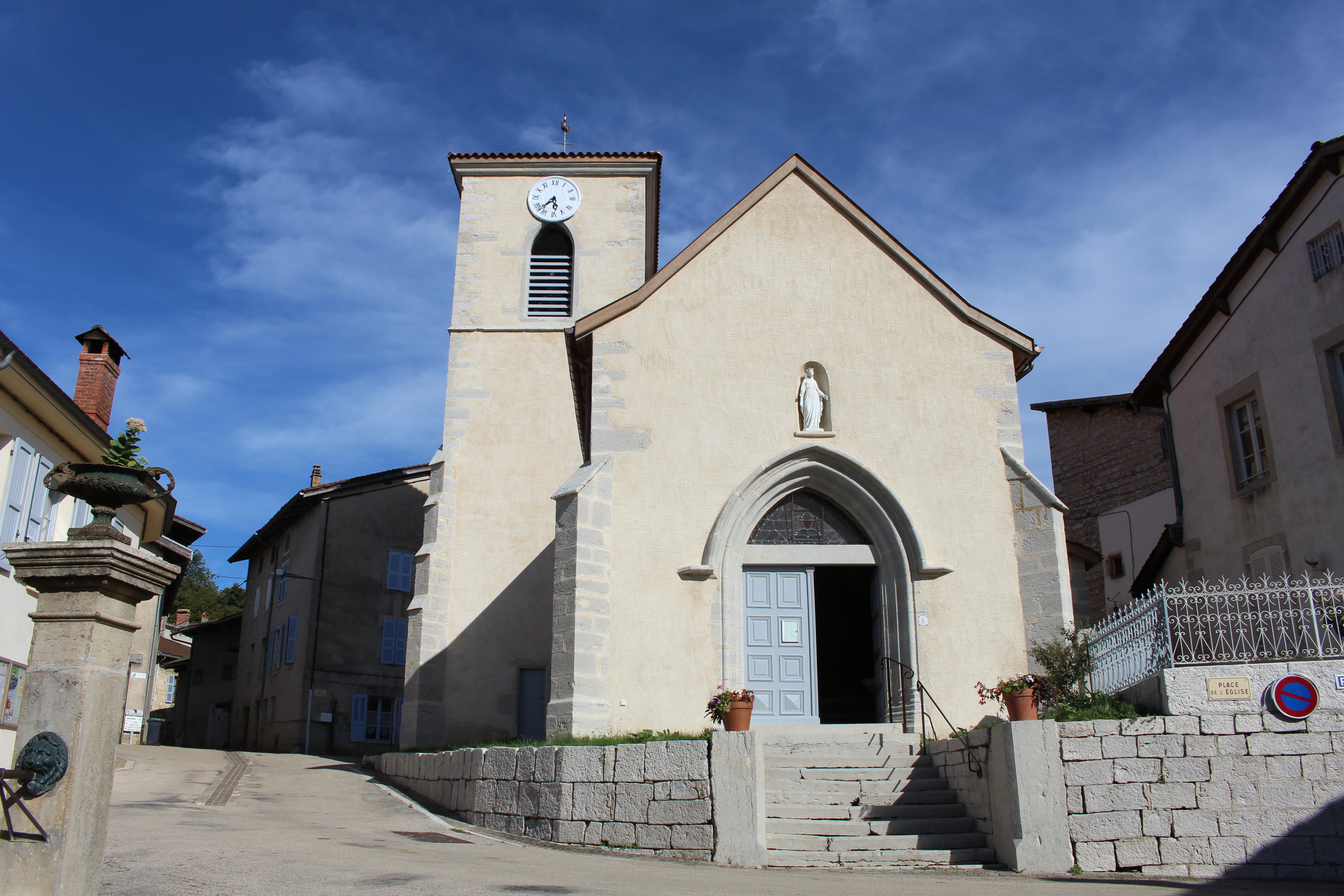
Kirche Saint-Éloi
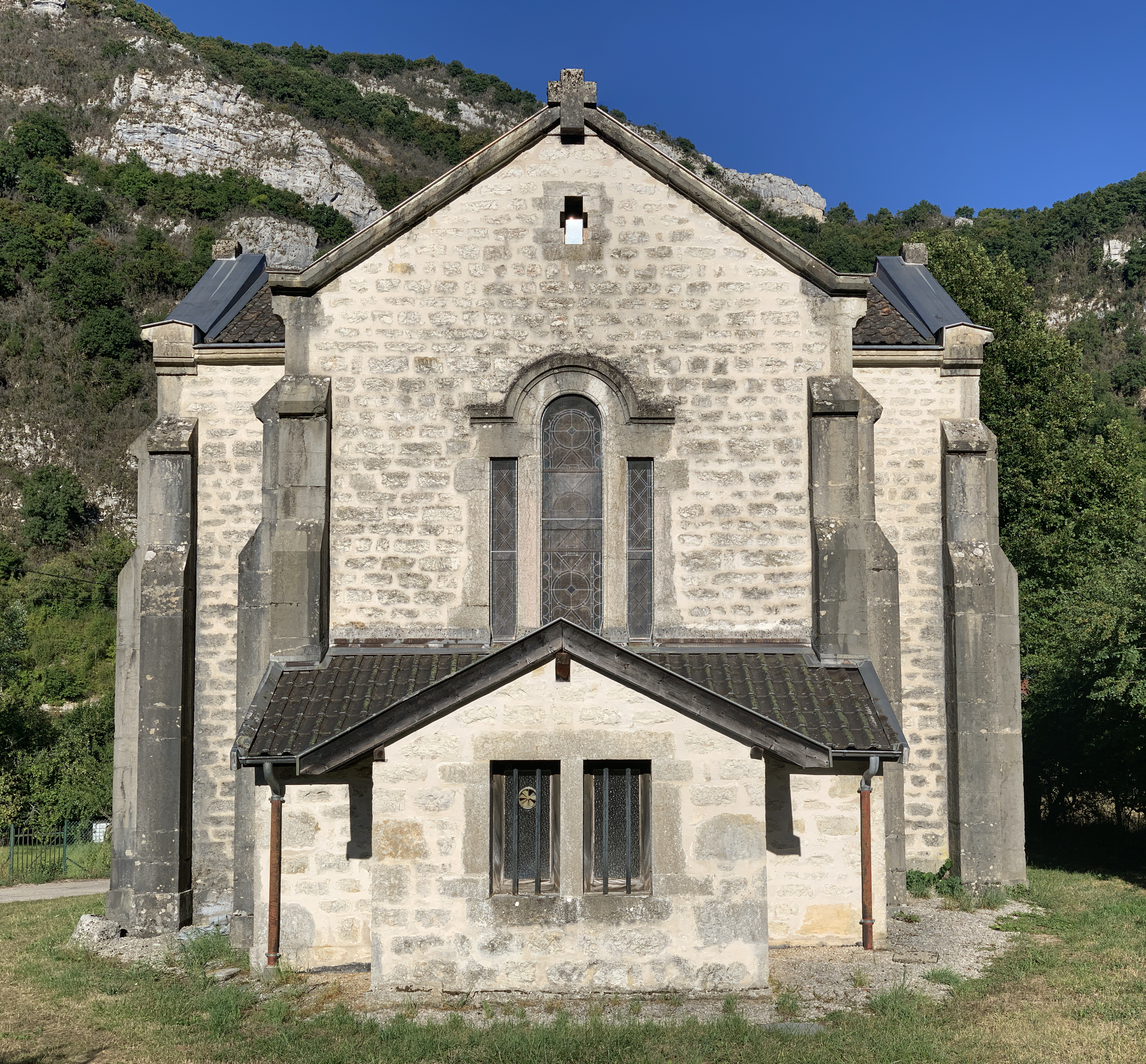
Kapelle Notre-Dame im Ortsteil Préau
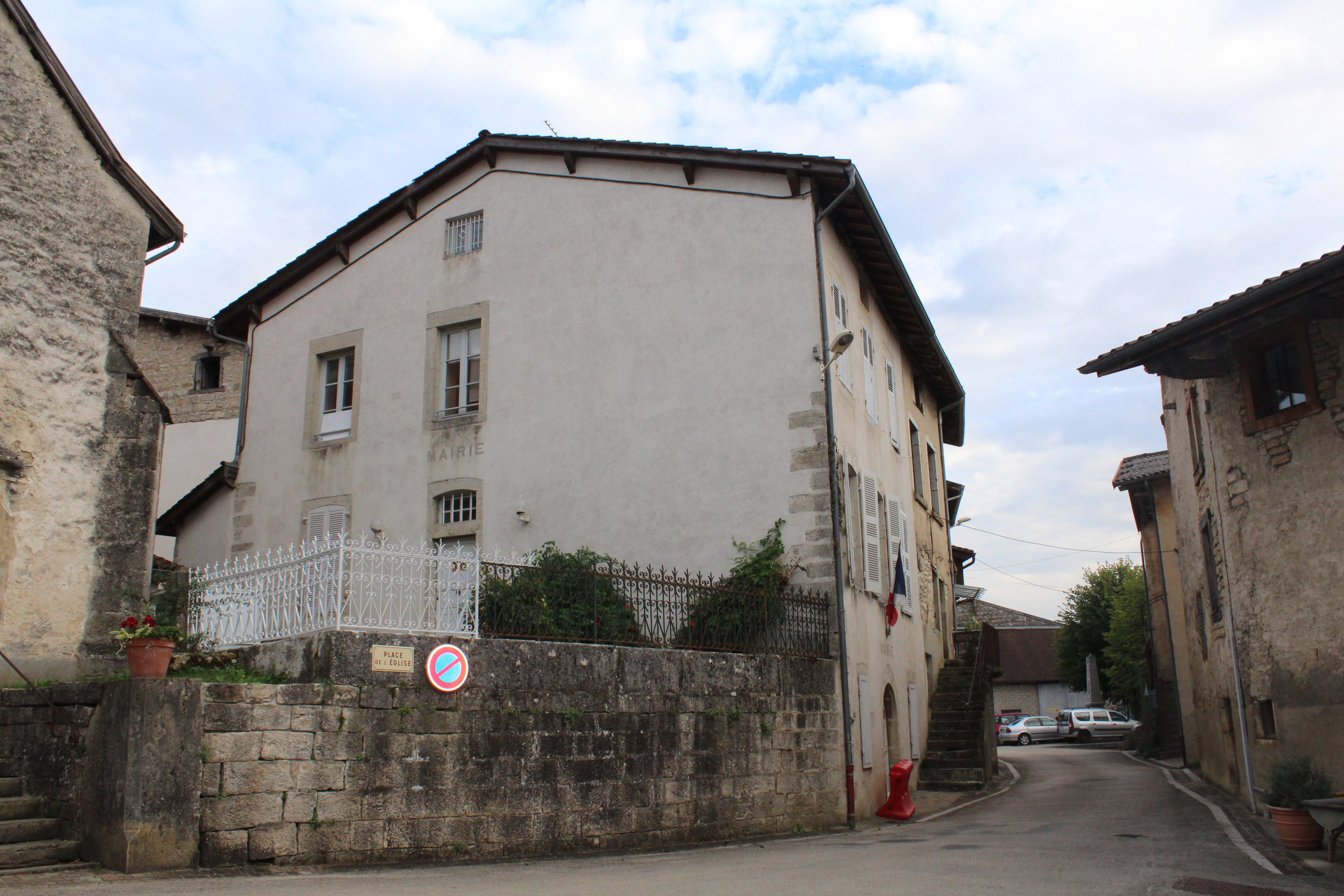
Mairie (Bürgermeisteramt)
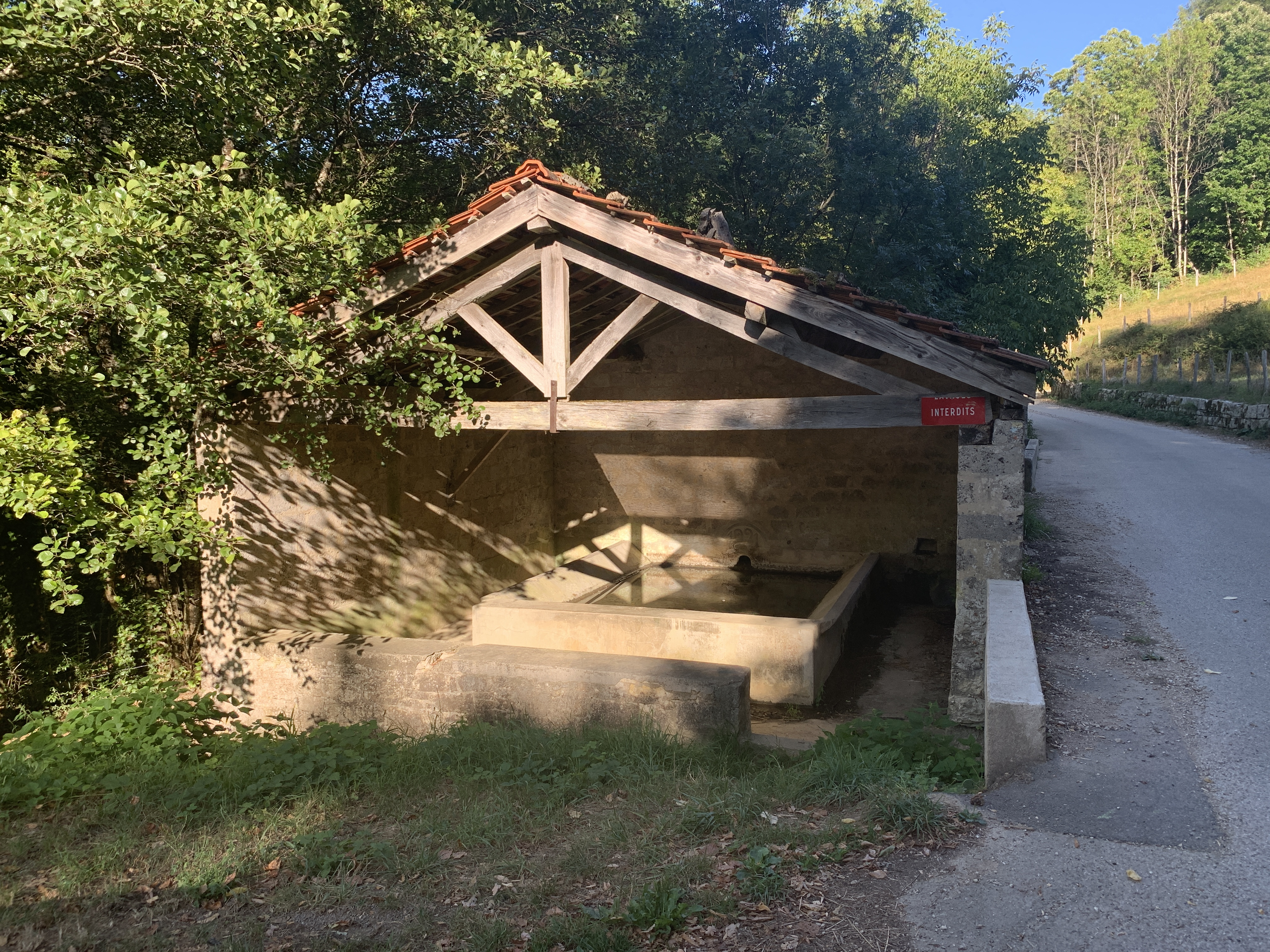
Lavoir, ehemaliges öffentliches Waschhaus im Ortsteil Hauterive
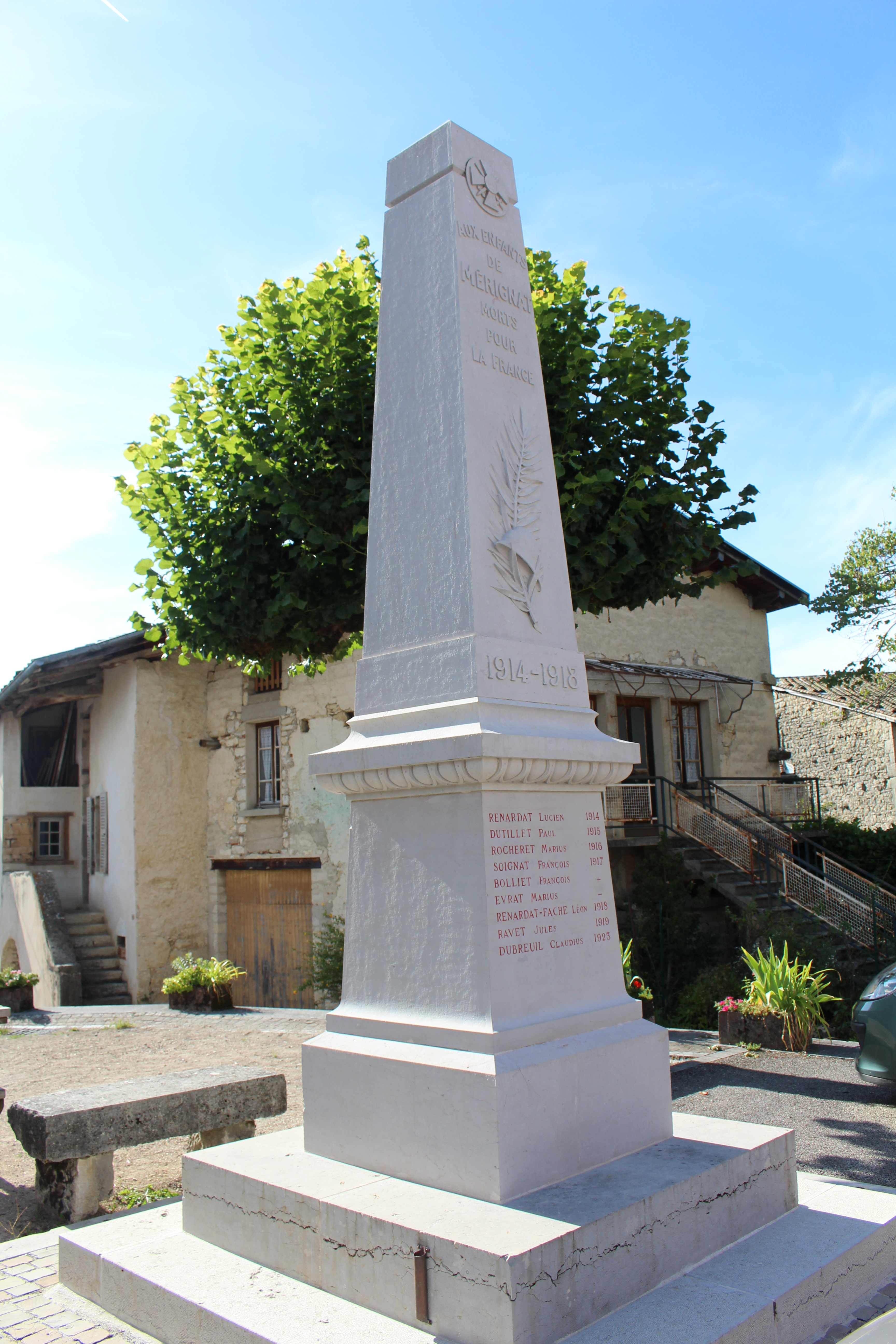
Gefallenendenkmal

## Wirtschaft und Infrastruktur
Mérignat war schon in der Vergangenheit durch die Landwirtschaft geprägt, und zwar vorwiegend durch den Weinbau. Auch heute zählt die Gemeinde etwa zehn Winzer, die auf der Hochfläche die Rebsorten Poulsard und Gamay anbauen und unter der geschützten Herkunftsbezeichnung Cerdon einen Rosé-Schaumwein produzieren. Die nicht im Weinbau Erwerbstätigen sind zumeist Wegpendler, die in den größeren Ortschaften der Umgebung ihrer Arbeit nachgehen.
Eine kleine Departementsstraße durchquert den Ort und stellt die Verbindung mit der D1084 her, die von Pont-d’Ain nach Nantua führt. Anschlüsse an die Autobahnen A40 und A42 bestehen jeweils in etwa 17 Kilometern Entfernung.